# Primeira Liga 2015-2016
La Primeira Liga 2015-2016, nota come NOS Liga 2015-2016 per ragioni di sponsorizzazione, è stata l'82ª edizione della massima serie del campionato portoghese di calcio. Il torneo è iniziato il 15 agosto 2015 e si è conclusa il 15 maggio 2016. Il Benfica ha vinto il campionato per il terzo anno consecutivo.

## Stagione

### Novità
Dalla stagione 2014-2015 sono stati retrocessi in Segunda Liga 2015-2016 il Gil Vicente e il Penafiel. Sono stati promossi dalla Segunda Liga 2014-2015 il Tondela ed l'União Madeira. Per il Tondela è la prima volta nella Primeira Liga, mentre l'União Madeira è tornato nella massima serie venti anni dopo la retrocessione subita nella stagione 1994-1995.

### Formato
Le 18 squadre partecipanti si affrontano in un girone di andata e ritorno, per un totale di 34 giornate.

La squadra campione di Portogallo ha il diritto a partecipare alla fase a gironi della UEFA Champions League 2016-2017.

La squadra classificata al secondo posto è ammessa alla fase a gironi della UEFA Champions League 2016-2017.

La squadra classificata al terzo posto è ammessa agli spareggi (percorso piazzate) della UEFA Champions League 2016-2017.

Le squadre classificate al quarto e quinto posto sono ammesse al terzo turno di qualificazione della UEFA Europa League 2016-2017.

Le squadre classificate agli ultimi due posti (17º e 18º posto) retrocedono in Segunda Liga.

## Squadre partecipanti
| Club              | Stagione | Città              | Stadio                               | Stagione 2014-2015         |
| ----------------- | -------- | ------------------ | ------------------------------------ | -------------------------- |
| Académica         | dettagli | Coimbra            | Stadio Città di Coimbra              | 15º posto in Primeira Liga |
| Arouca            | dettagli | Arouca             | Estádio Municipal de Arouca          | 16º posto in Primeira Liga |
| Belenenses        | dettagli | Lisbona            | Estádio do Restelo                   | 6º posto in Primeira Liga  |
| Benfica           | dettagli | Lisbona            | Estádio da Luz                       | Campione del Portogallo    |
| Boavista          | dettagli | Porto              | Estádio do Bessa Século XXI          | 13º posto in Primeira Liga |
| Braga             | dettagli | Braga              | Stadio comunale di Braga             | 4º posto in Primeira Liga  |
| Estoril Praia     | dettagli | Estoril            | Estádio António Coimbra da Mota      | 12º posto in Primeira Liga |
| Marítimo          | dettagli | Funchal            | Estádio dos Barreiros                | 9º posto in Primeira Liga  |
| Moreirense        | dettagli | Moreira de Cónegos | Parque Joaquim de Almeida Freitas    | 11º posto in Primeira Liga |
| Nacional          | dettagli | Funchal            | Estádio da Madeira                   | 7º posto in Primeira Liga  |
| Paços Ferreira    | dettagli | Paços de Ferreira  | Estádio da Mata Real                 | 8º posto in Primeira Liga  |
| Porto             | dettagli | Porto              | Estádio do Dragão                    | 2º posto in Primeira Liga  |
| Rio Ave           | dettagli | Vila do Conde      | Estádio do Rio Ave FC                | 10º posto in Primeira Liga |
| Sporting Lisbona  | dettagli | Lisbona            | Stadio José Alvalade                 | 3º posto in Primeira Liga  |
| Tondela           | dettagli | Tondela            | Estádio Municipal de Aveiro (Aveiro) | 1º posto in Segunda Liga   |
| União Madeira     | dettagli | Funchal            | Centro Desportivo da Madeira         | 2º posto in Segunda Liga   |
| Vitória Guimarães | dettagli | Guimarães          | Estádio D. Afonso Henriques          | 5º posto in Primeira Liga  |
| Vitória Setúbal   | dettagli | Setúbal            | Estádio do Bonfim                    | 14º posto in Primeira Liga |

## Classifica finale
|  | Pos. | Squadra           | Pt | G  | V  | N  | P  | GF | GS | DR  |
|  | ---- | ----------------- | -- | -- | -- | -- | -- | -- | -- | --- |
|  | 1.   | Benfica           | 88 | 34 | 29 | 1  | 4  | 88 | 22 | +66 |
|  | 2.   | Sporting Lisbona  | 86 | 34 | 27 | 5  | 2  | 79 | 21 | +58 |
|  | 3.   | Porto             | 73 | 34 | 23 | 4  | 7  | 67 | 30 | +37 |
|  | 4.   | Braga             | 58 | 34 | 16 | 10 | 8  | 53 | 36 | +17 |
|  | 5.   | Arouca            | 54 | 34 | 13 | 15 | 6  | 47 | 38 | +9  |
|  | 6.   | Rio Ave           | 50 | 34 | 14 | 8  | 12 | 44 | 44 | 0   |
|  | 7.   | Paços Ferreira    | 49 | 34 | 13 | 10 | 11 | 43 | 42 | +1  |
|  | 8.   | Estoril Praia     | 47 | 34 | 13 | 8  | 13 | 40 | 41 | -1  |
|  | 9.   | Belenenses        | 41 | 34 | 10 | 11 | 13 | 45 | 65 | -20 |
|  | 10.  | Vitória Guimarães | 40 | 34 | 9  | 13 | 12 | 45 | 53 | -8  |
|  | 11.  | Nacional          | 38 | 34 | 10 | 8  | 16 | 40 | 56 | -16 |
|  | 12.  | Moreirense        | 36 | 34 | 9  | 9  | 16 | 38 | 54 | -16 |
|  | 13.  | Marítimo          | 35 | 34 | 10 | 5  | 19 | 45 | 63 | -18 |
|  | 14.  | Boavista          | 33 | 34 | 8  | 9  | 17 | 24 | 41 | -17 |
|  | 15.  | Vitória Setúbal   | 30 | 34 | 6  | 12 | 16 | 40 | 61 | -21 |
|  | 16.  | Tondela           | 30 | 34 | 8  | 6  | 20 | 34 | 54 | -20 |
|  | 17.  | União Madeira     | 29 | 34 | 7  | 8  | 19 | 27 | 50 | -23 |
|  | 18.  | Académica         | 25 | 34 | 5  | 10 | 19 | 32 | 60 | -28 |

Legenda:

      Campione del Portogallo e ammessa alla fase a gironi della UEFA Champions League 2016-2017
      Ammessa alla fase a gironi della UEFA Champions League 2016-2017
      Ammessa agli spareggi (percorso piazzate) della UEFA Champions League 2016-2017
      Ammessa alla fase a gironi della UEFA Europa League 2016-2017
      Ammesse al terzo turno di qualificazione della UEFA Europa League 2016-2017
      Retrocesse in Segunda Liga 2016-2017
Note:

Tre punti a vittoria, uno a pareggio, zero a sconfitta.
La classifica viene stilata secondo i seguenti criteri:
- Punti conquistati
- Punti conquistati negli scontri diretti
- Differenza reti negli scontri diretti
- Reti realizzate in trasferta negli scontri diretti
- Differenza reti generale
- Partite vinte
- Reti totali realizzate
- Spareggio

## Risultati
|                   | Aca  | Aro  | Bel  | Ben  | Boa  | Bra  | Est  | Mar  | Mor  | Nac  | Paç  | Por  | Rio  | Spo  | Ton  | Uni  | ViG  | ViS  |
| ----------------- | ---- | ---- | ---- | ---- | ---- | ---- | ---- | ---- | ---- | ---- | ---- | ---- | ---- | ---- | ---- | ---- | ---- | ---- |
| Académica         | –––– | 1-1  | 4-3  | 1-2  | 0-2  | 0-0  | 0-3  | 1-0  | 1-1  | 2-2  | 1-1  | 1-2  | 0-2  | 1-3  | 2-1  | 3-1  | 2-0  | 0-4  |
| Arouca            | 3-2  | –––– | 2-2  | 1-0  | 3-2  | 0-0  | 1-0  | 4-1  | 1-2  | 3-0  | 2-2  | 1-3  | 0-0  | 0-1  | 1-1  | 3-0  | 2-2  | 1-0  |
| Belenenses        | 1-1  | 0-2  | –––– | 0-5  | 1-0  | 3-0  | 2-1  | 1-1  | 2-0  | 2-2  | 0-2  | 1-2  | 3-3  | 2-5  | 2-1  | 1-0  | 3-3  | 0-3  |
| Benfica           | 3-0  | 3-1  | 6-0  | –––– | 2-0  | 5-1  | 4-0  | 6-0  | 3-2  | 4-1  | 3-0  | 1-2  | 3-1  | 0-3  | 4-1  | 2-0  | 1-0  | 2-1  |
| Boavista          | 0-0  | 0-0  | 1-0  | 0-1  | –––– | 0-0  | 1-1  | 0-1  | 0-3  | 0-1  | 0-1  | 0-5  | 1-2  | 0-0  | 1-0  | 1-0  | 1-2  | 4-0  |
| Braga             | 3-0  | 0-0  | 4-0  | 0-2  | 4-0  | –––– | 2-0  | 5-1  | 1-1  | 2-1  | 1-1  | 3-1  | 5-1  | 0-4  | 3-0  | 2-0  | 3-3  | 3-2  |
| Estoril Praia     | 1-1  | 1-2  | 2-0  | 1-2  | 1-0  | 1-0  | –––– | 2-1  | 2-0  | 1-1  | 1-0  | 1-3  | 2-2  | 1-2  | 2-1  | 2-1  | 0-1  | 3-0  |
| Marítimo          | 1-0  | 1-2  | 1-2  | 0-2  | 0-3  | 1-3  | 1-1  | –––– | 5-1  | 2-0  | 0-2  | 1-1  | 3-2  | 0-1  | 1-0  | 0-1  | 3-0  | 5-2  |
| Moreirense        | 2-2  | 0-2  | 2-3  | 1-4  | 1-1  | 0-0  | 1-3  | 2-1  | –––– | 2-0  | 2-0  | 2-2  | 0-1  | 0-1  | 1-2  | 0-0  | 3-4  | 0-2  |
| Nacional          | 2-0  | 2-2  | 2-2  | 1-4  | 0-0  | 2-3  | 4-1  | 3-1  | 0-1  | –––– | 3-0  | 1-2  | 1-0  | 0-4  | 3-1  | 1-0  | 3-2  | 1-1  |
| Paços de Ferreira | 1-0  | 1-1  | 2-2  | 1-3  | 0-1  | 1-0  | 2-0  | 2-2  | 0-0  | 3-1  | –––– | 1-0  | 0-3  | 1-3  | 1-4  | 6-0  | 0-1  | 2-1  |
| Porto             | 3-1  | 1-2  | 4-0  | 1-0  | 4-0  | 0-0  | 2-0  | 1-0  | 3-2  | 4-0  | 2-1  | –––– | 1-1  | 1-3  | 0-1  | 3-2  | 3-0  | 2-0  |
| Rio Ave           | 1-0  | 3-1  | 1-2  | 0-1  | 1-0  | 1-0  | 1-3  | 1-0  | 0-1  | 1-0  | 1-1  | 1-3  | –––– | 1-2  | 2-3  | 1-0  | 2-0  | 2-1  |
| Sporting CP       | 3-2  | 5-1  | 1-0  | 0-1  | 2-0  | 3-2  | 1-0  | 3-1  | 3-1  | 1-0  | 1-1  | 2-0  | 0-0  | –––– | 2-2  | 2-0  | 5-1  | 5-0  |
| Tondela           | 2-0  | 0-1  | 2-2  | 0-4  | 1-2  | 0-1  | 0-1  | 3-4  | 1-1  | 1-0  | 0-2  | 0-1  | 1-1  | 1-2  | –––– | 1-0  | 1-1  | 1-3  |
| União Madeira     | 3-1  | 0-0  | 0-0  | 0-0  | 1-0  | 0-1  | 1-1  | 2-1  | 0-1  | 3-0  | 3-4  | 0-4  | 1-2  | 1-0  | 2-0  | –––– | 0-0  | 2-2  |
| Vitória Guimarães | 1-1  | 2-2  | 1-1  | 0-1  | 1-1  | 0-1  | 1-1  | 3-4  | 4-1  | 0-1  | 0-1  | 1-0  | 3-1  | 0-0  | 1-0  | 3-1  | –––– | 2-2  |
| Vitória Setúbal   | 2-1  | 0-0  | 0-1  | 2-4  | 2-2  | 1-1  | 1-0  | 1-1  | 0-1  | 1-1  | 0-0  | 0-1  | 2-2  | 0-6  | 0-1  | 2-2  | 2-2  | –––– |

## Statistiche

### Squadra

#### Capoliste solitarie
- Alla 2ª giornata:  Arouca
- Dalla 8ª alla 13ª giornata:  Sporting Lisbona
- Alla 14ª giornata:  Porto
- Dalla 15ª alla 20ª giornata:  Sporting Lisbona
- Dalla 22ª alla 24ª giornata:  Sporting Lisbona
- Dalla 25ª alla 34ª giornata:  Benfica

#### Record
- Maggior numero di vittorie: Benfica (29)
- Minor numero di vittorie: Académica (5)
- Maggior numero di pareggi: Arouca (15)
- Minor numero di pareggi: Benfica (1)
- Maggior numero di sconfitte: Tondela (20)
- Minor numero di sconfitte: Sporting CP (2)
- Miglior attacco: Benfica (88 gol fatti)
- Peggior attacco: Boavista (24 gol fatti)
- Miglior difesa: Sporting CP (21 gol subiti)
- Peggior difesa: Belenenses (66 gol subiti)
- Miglior differenza reti: Benfica (+66)
- Peggior differenza reti: Académica (-28)

### Individuali

#### Classifica marcatori
Fonte:
| Gol |  |  | Giocatore           | Squadra                       |
| --- |  |  | ------------------- | ----------------------------- |
| 32  |  |  | Jonas               | Benfica                       |
| 27  |  |  | Islam Slimani       | Sporting Lisbona              |
| 20  |  |  | Kōstas Mītroglou    | Benfica                       |
| 17  |  |  | Léo Bonatini        | Estoril Praia                 |
| 16  |  |  | Rafael Martins      | Moreirense                    |
| 14  |  |  | Bruno Moreira       | Paços Ferreira                |
| 13  |  |  | Vincent Aboubakar   | Porto                         |
| 13  |  |  | Nathan Júnior       | Tondela                       |
| 12  |  |  | André Claro         | Vitória Setúbal               |
| 12  |  |  | Henrique Dourado    | Vitória Guimarães             |
| 12  |  |  | Diogo Jota          | Paços Ferreira                |
| 12  |  |  | Dyego Sousa         | Marítimo                      |
| 11  |  |  | Teófilo Gutiérrez   | Sporting Lisbona              |
| 11  |  |  | Hassan              | Braga                         |
| 10  |  |  | Francisco Soares    | Nacional                      |
| 10  |  |  | Nikola Stojiljković | Braga                         |
| 10  |  |  | Suk Hyun-jun        | Porto (1) Vitória Setúbal (9) |

## Verdetti finali
- Benfica Campione di Portogallo 2015-2016.
- Benfica (1ª classificata) e Sporting CP (2ª) qualificate alla fase a gironi della UEFA Champions League 2016-2017; Porto (3ª classificata) qualificata agli spareggi (percorso piazzate).
- Braga vincitrice della Taça de Portugal 2015-2016.
- Braga (4ª classificata) qualificata alla fase a gironi della UEFA Europa League 2016-2017; Arouca (5ª classificata) e Rio Ave (6ª, per effetto del posto lasciato libero dalla vincitrice della Taça de Portugal già ammessa alle competizioni europee attraverso il campionato) qualificate al terzo turno di qualificazione.
- União Madeira (17ª classificata) e Académica (18ª) retrocesse in Segunda Liga 2016-2017.